# 김재선 (가수)
김재선(1990년 11월 26일 ~)은 대한민국의 가수다. 2013년 싱글 앨범 [하나리오 하나리예..]로 데뷔했다.

## 방송
- 스타킹 (2009)
- 히든싱어 1 (2013) - 이수영 편 3위
- 히든싱어 도플 싱어 가요제 (2015)
- 슈퍼히어러 (2019)
- 불타는 트롯맨 (2022) - Top34(32위)

## 음반
- 하나리오 하나리예.. (2013)
- 마지막 인사 (Last Goodbye) (2018)

## 작사/작곡
- 손세욱 <걷다> (2016) - 작사
- 손세욱 <Turning Point> (2016) - 작사
- 미정 <우리 결혼해요 (Inst.)> (2017) - 작곡
- 미정 <우리 결혼해요> (2017) - 작사/작곡
- 송상민 <바라보세요> (2017) - 작사
- 김재선 <마지막 인사> (2018) - 작사